# Croton
Croton (vernacular, cróton) é um género botânico pertencente à família Euphorbiaceae.
Plantas encontradas na área pantropical, ou seja, distribuídas nos continentes africano, asiático e americano.
É um gênero muito diverso, contendo mais de 1200 espécies. 

## No Brasil
No Brasil são encontradas por volta de 300 espécies do gênero Croton, distribuídas em diversas partes do território. 

## Sinonímia
| - Agelandra Engl. & Pax - Aldinia Raf. - Angelandra Endl. - Anisepta Raf. - Anisophyllum B.Boivin ex Baill. - Argyra Noronha ex Baill. - Argyrodendron (Endl.) Klotzsch (non. F. Muell.) - Astraea Klotzsch - Astrogyne Benth. - Aubertia Chapel. ex Baill. - Banalia Raf. - Barhamia Klotzsch - Brachystachys Klotzsch - Calypteriopetalon Hassk. - Cascarilla Adans. - Centrandra H.Karst. - Cieca Adans. - Cleodora Klotzsch - Codonocalyx Klotzsch ex Baill. - Comatocroton H.Karst. - Crotonanthus Klotzsch ex Schltdl. - Crotonopsis Michx. - Cyclostigma Klotzsch - Decarinium Raf. - Drepadenium Raf. - Eluteria Steud. - Engelmannia Klotzsch - Eremocarpus Benth. - Eutrophia Klotzsch - Friesia Spreng. - Furcaria Boivin ex Baill. - Geiseleria Klotzsch - Gynamblosis Torr. | - Halecus Raf. - Hendecandras Eschsch. - Heptallon Raf. - Heterochlamys Turcz. - Heterocroton S.Moore - Julocroton Mart. - Klotzschiphytum Baill. - Kurkas Raf. - Lasiogyne Klotzsch - Leptemon Raf. - Leucadenia Klotzsch ex Baill. - Luntia Neck. ex Raf. - Macrocroton Klotzsch - Medea Klotzsch - Merleta Raf. - Monguia Chapel. ex Baill. - Myriogomphus Didr. - Ocalia Klotzsch - Oxydectes Kuntze - Palanostigma Mart. ex Klotzsch - Penteca Raf. - Pilinophyton Klotzsch - Piscaria Piper - Pleopadium Raf. - Podostachys Klotzsch - Saipania Hosok. - Schradera Willd. - Semilta Raf. - Tiglium Klotzsch - Timandra Klotzsch - Tridesmis Lour. - Triplandra Raf. - Vandera Raf. |

### Principais espécies
Este gênero contém 1906 espécies. As principais são:
| - Croton acronychioides - Croton alabamensis - Croton alabamensis - Croton argyratus - Croton aridus - Croton arnhemicus - Croton californicus - Croton ciliato-glandsulosus - Croton cortesianus - Croton coryi - Croton corymbulosus - Croton craco - Croton crassifolius - Croton dioicus - Croton dissectistipulatus - Croton draco - Croton echinocarpus - Croton eleuteria - Croton elliottii - Croton eluteria - Croton flavens - Croton floribundus - Croton fruticulosus - Croton glandulosus | - Croton glandulosus var. crenatifolius - Croton glandulosus var. floridanus - Croton glandulosus var. septentrionalis - Croton glandulosus var. simpsonii - Croton gossipifolius - Croton gratissimus - Croton guatemalensis - Croton habrophyllus - Croton hancei - Croton heliotropiifolius - Croton humilis - Croton incanus - Croton insularis - Croton lechleri - Croton leucophyllus - Croton linearis - Croton lobatus - Croton lundianus - Croton macrostachys - Croton malambo - Croton megalocarpus - Croton monanthogynus - Croton morifolius - Croton neomexicanus - Croton niveus - Croton oblongifolius | - Croton oligandrum - Croton origanifolius - Croton ovalifolius - Croton palanostigma - Croton parksii - Croton poilanei - Croton populifolius - Croton pottsii - Croton prunifolius - Croton punctatus - Croton reflexifolius - Croton repens - Croton roxburghii - Croton salutaris - Croton schultzii - Croton setigerus - Croton sonorae - Croton sonderianus - Croton suaveolens - Croton texensis - Croton tiglium - Croton tomentellus - Croton variegatum - Croton watsonii - Croton wigginsii - Croton xalapensis |

### Lista completa das espécies
| - C. abaitense - C. abaitensis - C. abeggii - C. aberrans - C. abnormis - C. abruptus - C. abutilifolius - C. abutiloides - C. abutilopsis - C. acapulcensis - C. acerifolius - C. acerrimus - C. aceroides - C. ackermannianus - C. acradenius - C. acronychioides - C. aculeatus - C. acuminatissimus - C. acuminatum - C. acuminatus - C. acunae - C. acutum - C. acutus - C. adabolavensis - C. adamantinus - C. adenocalyx - C. adenodontus - C. adenopetalus - C. adenophorus - C. adenophyllus - C. adipatus - C. adpressus - C. adspersus - C. adumbratus - C. affinis - C. agoensis - C. agrarius - C. agrestis - C. agrophilus - C. aguilari - C. aigburtensis - C. alabamensis - C. alagoensis - C. alamosanum - C. alamosanus - C. albellus - C. albescens - C. albicans - C. albidus - C. albinoides - C. alchorneicarpus - C. alegrensis - C. allemii - C. allenii - C. algernoni - C. alienus - C. alnifolius - C. alnoideum - C. alnoideus - C. alloeophyllus - C. alpinus - C. althaeaefolium - C. althaeifolius - C. altheaifolius - C. alvaradonis - C. amabilis - C. amazonicus - C. ambanivoulensis - C. ambovombensis - C. ameliae - C. amphileucus - C. amplifolius - C. andinus - C. andreeus - C. angolensis - C. angularis - C. angustatus - C. angustifolius - C. angustifrons - C. angustissimus - C. anisatus - C. anisodontus - C. ankarensis - C. anomalus - C. anosiravensis - C. antae - C. antanosiensis - C. antisiphiliticum - C. antisiphiliticus - C. antisphiliticus - C. antisyphiliticus - C. antunesii - C. appendiculatus - C. appertii - C. apetalum - C. apicifolius - C. apostolon - C. aequatoris - C. araracuarae - C. araripensis - C. arboreus - C. ardisioides - C. arechavaletae - C. arechavaletai - C. arenicola - C. argentealbidus - C. argenteus - C. argentinus - C. argothamnoides - C. argutus - C. argyranthemus - C. argyratus - C. argyrodaphne - C. argyroglossus - C. argyrophylloides - C. argyrophyllus - C. aridicola - C. aripaensis - C. aripoensis - C. arirambae - C. aripoensis - C. arirambae - C. aristophlebius - C. armstrongii - C. arnhemicus - C. aromaticus - C. artibonitensis - C. ascendens - C. asper - C. asperifolius - C. asperrimus - C. asteroides - C. astianus - C. astraeatus - C. astrogynum - C. astrogynus - C. astroites - C. astrophorus - C. attenuatus - C. ater - C. atro - C. atrovirens - C. atwoodianus - C. aubrevilecta - C. aubrevillei - C. aucubaefolius - C. aucubifolia - C. augustinianus - C. aureo - C. auriculatus - C. avellaneus - C. avenius - C. avulsus - C. axillaris - C. aymoniniorum - C. azuensis - C. azurensis - C. babuyanensis - C. bacciferus - C. badiocalyx - C. bahamensis - C. bahiensis - C. baillonianus - C. bakerianus - C. baldauffi - C. baliospermum - C. balsameus - C. balsamifer - C. banana - C. bangii - C. barahonensis - C. barbatus - C. baroni - C. barorum - C. barotsensis - C. bartlettii - C. bastardi - C. batangasensis - C. bathianus - C. batic - C. belanseanus - C. belintae - C. bemaranus - C. bemarivensis - C. benthamianus - C. bentzoe - C. benzoe - C. berberifolius - C. bergassae - C. berlandiera - C. berlandieri - C. berniera - C. bernieri - C. betaceum - C. betaceus - C. betiokensis - C. beetlei - C. betulaster - C. betulinus - C. bevilaniensis - C. biaroensis - C. bicolor - C. bidentatus - C. bifurcatus - C. billbergianus - C. bilocularis - C. birmanicus - C. bisseratus - C. bisserratus - C. bispinosus - C. bixoides - C. blanchetianum - C. blanchetianus - C. blasianus - C. boavitanus - C. bocquilloni - C. bogotanus - C. boinensis - C. boissieri - C. boiteaui - C. boivinianus - C. bojerianus - C. bolivarensis - C. boliviensis - C. bondaensis - C. bonianus - C. bonplandianum - C. bonplandianus - C. boragatch - C. boregensis - C. borhidii - C. borneensis - C. botryocarpus - C. boutonianus - C. brachiatus - C. brachybotryus - C. brachypus - C. brachytrichus - C. bracteatus - C. bractiferus - C. brassii - C. brasiliensis - C. bredemeyeri - C. bresolinii - C. brevifolius - C. brevipes - C. brevispicatus - C. bridgesii - C. brieyi - C. briquetianus - C. brittonianus - C. brocchianus - C. bryophoros - C. bryophorus - C. buchii - C. buchtienii - C. budopensis - C. bukobensis - C. burchellii - C. butaguensis - C. buxifolius - C. byrnesii - C. caboensis - C. cajucara - C. caladiifolius - C. calcicola - C. caldensis - C. calderi - C. callicarpaefolius - C. californicus - C. callistanthus - C. calocephalus - C. calococcus - C. calomeris - C. calonervosus - C. calvescens - C. calyciglandulosus - C. calycinus - C. calycireduplicatus - C. calycularis - C. camagueyanus - C. camaza - C. camgueyanus - C. campechianus - C. campenoni - C. campestris - C. canescens - C. capensis - C. caperoniaefolius - C. capitatus - C. capitis - C. capitisyork - C. capuronii - C. caracasanus - C. carandaitensis - C. cardenasii - C. cardiospermus - C. cardonei - C. carrii - C. carinatus - C. caryocarpus - C. caryophyllus - C. casarettianus - C. casarettoanus - C. cascarilla - C. cascarilloides - C. cassinioides - C. castaneaefolius - C. castaneifolium - C. castaneifolius - C. castanifolius - C. catamarcensis - C. catariae - C. catati - C. catharinensis - C. catinganus - C. caudatiformis - C. caudatus - C. cavaleriei - C. cavalliensis - C. ceanothifolium - C. ceanothifolius - C. cearense - C. cearensis - C. celtidifolium - C. celtidifolius - C. cerino - C. cerinodentatus - C. cerinus - C. chamaedrifolia - C. chamaedrifolius - C. chamaedryfolius - C. chamanus - C. chamaepitys - C. chamelensis - C. chapadensis - C. chapelieri - C. charaguensis - C. chaetocalyx - C. chaetodus - C. chaetophorus - C. chauvetiae - C. chevalieri - C. chiamala - C. chiapensis - C. chichenensis - C. chilensis - C. chinensis - C. chiribiquetensis - C. chittagongensis - C. chlaenacicomes - C. chlorocalyx - C. chloroleucus - C. chocoanus - C. choristadenia - C. choristolepis - C. chrysocladus - C. chrysodaphne - C. chunianus - C. churumayensi - C. chypreae - C. cienagensis - C. ciliato - C. ciliatoglandulifer - C. cinctus - C. cinerascens - C. cinerellus - C. citrifolius - C. cladotrichus - C. claraensis - C. claessensi - C. claussenianum - C. claussenianus - C. clavuliger - C. cliffordii - C. cluytioides - C. cneorifolius - C. cnidophyllus - C. coatepensis - C. coccineus - C. coccymelophyllus - C. codonocalyx - C. coelebogyne - C. collenettei - C. colliguay - C. colliguaya - C. collinus - C. colobocarpus - C. colombianus - C. colubrinoides - C. columnaris - C. comanthus - C. comatus - C. comayaguanus - C. comes - C. comosus - C. compressus - C. conduplicatus - C. confertum - C. confinis - C. confusus - C. congensis - C. congestus - C. consanguineus - C. conspurcatus - C. constrictum - C. constrictus - C. cooperianus - C. corallatus - C. corallicola - C. corchorifolius - C. corchoropsis - C. cordatulus - C. cordatus - C. cordeiroae - C. cordiaefolium - C. cordiaefolius - C. cordobensis - C. coriaceus - C. corrientesianum - C. corrientesianus - C. coriifolius - C. cornutus - C. coronatus - C. cortesianus - C. corumbensis - C. coryi - C. corylifolius - C. corymbulosoides - C. corymbulosus - C. costaricense - C. costaricensis - C. costatus - C. cotabatensis - C. cotoneaster - C. courteti - C. crassifolius - C. crassirameus - C. craspedotrichus - C. cremostachyus - C. crenatus - C. crenulatus - C. crispatus - C. cristalensis - C. crocodilorum - C. croizatii - C. crozophoroides - C. crustulifer - C. cubanus - C. cubiensis - C. cuchillae - C. cucutensis - C. culiacanensis - C. cumingii - C. cuneatus - C. cupreatus - C. cupreus - C. cupulifer - C. curranii - C. currarii - C. curassavicus - C. curiosus - C. curley - C. cueroensis - C. curtiflorus - C. curuguatyensis - C. curvipes - C. cuyabensis - C. cyanospermus - C. cyathodenus - C. cycloides - C. cycloideus - C. cynanchicus - C. damayeshu - C. danguyanus - C. daphnargyreus - C. debilis | - C. decalobus - C. decarianus - C. decaryi - C. decipiens - C. decorsei - C. delphinianus - C. delpyi - C. denisi - C. densiflorus - C. densivestitus - C. dentatus - C. denticulatus - C. dentifolius - C. dentosus - C. denudatus - C. deppeanus - C. deserticola - C. desertorum - C. diadenus - C. diasii - C. dibindi - C. dichogamus - C. dichotomus - C. dichrous - C. dictyophlebodes - C. didrichsenii - C. diffusus - C. digitatus - C. digitifolius - C. dinghuensis - C. dinklagei - C. dioicum - C. dioicus - C. discolor - C. dissimilis - C. disjunctiflorus - C. disjunctus - C. dispar - C. distans - C. divaricatus - C. diverse - C. dockrillii - C. doctoris - C. dodecamerus - C. dolichostachyus - C. domingensis - C. dongnaiensis - C. doratophylloides - C. doratophyllum - C. doratophyllus - C. douradensis - C. dracena - C. draco - C. dracona - C. draconoides - C. draconoideus - C. draconopsis - C. dracunculoides - C. drupaceus - C. duclouxii - C. dusenii - C. dussii - C. dybowskii - C. eberhardtii - C. echinocarpus - C. echinulatus - C. echioides - C. echioideum - C. eggersii - C. ehrenbergii - C. eichleri - C. ekmanii - C. elaeagni - C. elaeagnifolius - C. elaeagnoides - C. elaeocarpifolius - C. elbertii - C. elegans - C. elliottii - C. elliotianus - C. elliottianus - C. ellipticus - C. elskensi - C. eluteria - C. eluterioides - C. emeliae - C. emirnensis - C. emporiorum - C. enantiophyllus - C. engelmanni - C. ensifolius - C. eremophilus - C. erianthus - C. ericius - C. ericoideum - C. ericoideus - C. erioanthemus - C. eriocladoides - C. eriocladus - C. eriospermum - C. eriospermus - C. erythraema - C. erythrema - C. erythrochilus - C. erythrochyloides - C. erythrostachys - C. erythroxyloides - C. escathos - C. essequiboensis - C. eskuchei - C. euryphyllus - C. eutrigynus - C. evansianum - C. excisus - C. exiliatus - C. exuberans - C. fallax - C. fantzianus - C. farinosus - C. fastuosum - C. fastuosus - C. fergusonii - C. ferruginellus - C. ferrugineus - C. fianarantsoae - C. fishlockii - C. flabellifolius - C. flavens - C. flavescens - C. flaviglandulosus - C. flavispicatus - C. flavoglandulosus - C. flocculosus - C. floribundus - C. floridanus - C. fluminensis - C. foetens - C. fothergillaefolius - C. fragilis - C. fragrans - C. fragrantulus - C. franacavillanus - C. francavilleanus - C. francoanus - C. fraseri - C. frieseanus - C. frionis - C. fruticosus - C. fruticulosus - C. fulvus - C. funckianus - C. furcellatus - C. furfuraceus - C. fuertesii - C. fuscescens - C. fuscirameus - C. fuscus - C. gageianus - C. galeopsifolius - C. galeottianus - C. garckeanus - C. gardneri - C. gardnerianum - C. gardnerianus - C. gaudichaudi - C. gaumeri - C. geayi - C. geraesensis - C. gibsonii - C. gibsonianus - C. gilgianus - C. glabellum - C. glabellus - C. glaber - C. glabrescens - C. glandulatus - C. glanduliferus - C. glandulosepalus - C. glanduloso - C. glandulosodentatus - C. glandulosus - C. glaziovii - C. glechomaefolius - C. globosum - C. globosus - C. glomeratus - C. glutinosus - C. glycosmeus - C. glyptospermus - C. gnaphalii - C. gnaphaloides - C. gnidiaceum - C. gnidiaceus - C. gold - C. gonaivensis - C. gonocladus - C. gonzalezii - C. gossweileri - C. gossypifolius - C. gossypiifolius - C. goudotii - C. goyazensis - C. gracilescens - C. gracilipes - C. gracilis - C. grandifolius - C. grandifructus - C. grandivelum - C. grangerioides - C. gratissimus - C. grazielae - C. greveanus - C. grewiaefolius - C. grewioides - C. griffithii - C. grisebachianus - C. griseus - C. grossedentatus - C. grosseri - C. guaiquinimae - C. guaraniticus - C. guatemalensis - C. gubouga - C. guianense - C. guianensis - C. guiaquinimae - C. guildingii - C. guildingioides - C. guizhouensis - C. gummiferus - C. guerelae - C. guerzesiensis - C. gynopetalus - C. habrophyllus - C. hadriani - C. hainanensis - C. haitiensis - C. halecum - C. hancei - C. harmsianus - C. hasskarlianus - C. hasslerianus - C. hastatus - C. haumanianus - C. hauthalii - C. hecatonandrus - C. heliaster - C. helichrysoideus - C. helichrysum - C. helicoideus - C. heliotropiifolius - C. hemiargyreus - C. hentyi - C. herbaceus - C. herteri - C. herzogianus - C. heteranthus - C. heterocalyx - C. heterocarpus - C. heterochrous - C. heterodoxum - C. heterodoxus - C. heterolepis - C. heteroneurus - C. heterophyllus - C. heteropleurus - C. heterotrichus - C. hialmarsonii - C. hibiscifolius - C. hieronymi - C. hieronymoides - C. hilarii - C. hilaris - C. hildebrandtii - C. hillianus - C. himalaicus - C. hippophaeoides - C. hircinus - C. hirsutus - C. hirtus - C. hispidus - C. hoffmanni - C. hookeri - C. hookerianus - C. holguinensis - C. holodiscus - C. holtoni - C. holtonis - C. homolepidus - C. hondensis - C. horridulum - C. horridulus - C. horminoideus - C. horminum - C. hostmanni - C. hovarum - C. howii - C. huajuapanensis - C. huberi - C. huitotorum - C. humberti - C. humblotii - C. humilis - C. hutchinsonianus - C. hypochalibaeum - C. hypoleucus - C. icabarui - C. iceton - C. icche - C. ichthygaster - C. ignifex - C. ihosiana - C. ikopae - C. imperialis - C. impetiginosus - C. impressus - C. inaequidens - C. inaequilobus - C. incanus - C. incertus - C. incisum - C. incisus - C. incrustatus - C. indivisus - C. inhambanensis - C. inophyllum - C. inops - C. insignis - C. insularis - C. integer - C. integrifolius - C. integrilobus - C. intercedens - C. interruptus - C. intricata - C. inversus - C. irregularis - C. isabelli - C. isalensis - C. iserti - C. isomonensis - C. itabirensis - C. itacolum - C. itacolumii - C. iteophyllus - C. ituzaingensis - C. itzaeus - C. ivohibensis - C. jacmelianus - C. jacobinense - C. jacobinensis - C. jaegerianus - C. jalapensis - C. jamalgota - C. jamesoni - C. janeirensis - C. jansii - C. japirensis - C. japonicus - C. jardini - C. jatropha - C. jatrophaefolius - C. jatrophoides - C. jaucoensis - C. javarisensis - C. jennyanus - C. jimenezii - C. johannis - C. jorgei - C. josephinus - C. joufra - C. jucundus - C. juigalpensis - C. julopsidium - C. junceum - C. junceus - C. jutiapensis - C. kaieteuri - C. kaieturi - C. kalkmanni - C. kaloae - C. kamerunicus - C. katoae - C. kavanayensis - C. kelantanicus - C. kenskoffii - C. kenskoflii - C. kerrii - C. killipianus - C. kilwae - C. kimosorum - C. klaenzei - C. kleinii - C. klotzschii - C. klotzschianus - C. koehneanus - C. kongensis - C. kongkandanus - C. korthalsii - C. krabas - C. kroneanus - C. krugianus - C. krukoffianus - C. kurzii - C. kwangsiensis - C. kwebensis - C. lacerus - C. lachnocarpus - C. lachnocladus - C. lachnostachys - C. lachnostachyum - C. lachnostephanus - C. lacciferus - C. laciniatistylus - C. lagoensis - C. lagunensis - C. lamarckianus - C. lamdongensis - C. lamianus - C. lanatus - C. lanceolaris - C. lanceolatum - C. lanceolatus - C. lancilimbus - C. landoltii - C. langsdorffi - C. langsdorffii - C. langsonensis - C. lanigerus - C. lanjouwensis - C. lanuginosum - C. lanuginosus - C. laoticus - C. lapanus - C. lapiazicola - C. larensis - C. lasegnei - C. laseguei - C. lasianthus - C. lasiopetaloides - C. lasiopyrus - C. laeticapsulus - C. laetifolius - C. latsonensis - C. laetus - C. laui - C. lauioides - C. laureltyanus - C. laurifolius - C. laurinus - C. laevifolius - C. laevigatus - C. lawianus - C. laxiflorus - C. leandri - C. lechleri - C. lehmannii - C. lehmbachii - C. leiocarpus - C. leiophyllus - C. leonensis - C. lepidotus - C. lepidus - C. leprosus - C. leptanthus - C. leptobotryus - C. leptophyllus - C. leptopus - C. leptostachyus - C. leucadenius - C. leucocephalus - C. leuconeurus - C. leucophlebius - C. leucophyllus - C. levatii - C. leytensis - C. lichenisilvae | - C. liebmanni - C. limitincola - C. limnocharis - C. lindenianus - C. lindheimeiianus - C. lindheimerianus - C. lindmanii - C. linearifolius - C. linearis - C. linifolius - C. lissophyllus - C. lithrifolius - C. litoralis - C. lobatus - C. lombardianus - C. longifolius - C. longinervius - C. longipedicellatus - C. longipedunculatus - C. longipes - C. longiracemosus - C. longiradiatus - C. longissimus - C. lorentzii - C. lotorius - C. loucoubensis - C. loukandensis - C. louveli - C. luciae - C. lucidus - C. lundellii - C. lundianus - C. luridus - C. luteo - C. luteovirens - C. lutzelburgii - C. luetzelburgii - C. luzianus - C. luzoniensis - C. macbridei - C. macradenis - C. macraei - C. macrobothrys - C. macrobuxus - C. macrocalyx - C. macrocarpus - C. macrochlamys - C. macrodontus - C. macrolepis - C. macrophyllus - C. macrostachys - C. macrostachyus - C. macrostigma - C. macrourus - C. maculatus - C. madandensis - C. magdalenae - C. magdalenensis - C. magneticus - C. magnifolium - C. magnifolius - C. mahafsliensis - C. maideni - C. maidenii - C. maieuticus - C. malabaricus - C. malacophyllus - C. malacotrichus - C. malambo - C. mallotophyllus - C. malpighipilus - C. malvaviscifolius - C. malvavisciifolius - C. malvifolius - C. malvoides - C. mamey - C. manampetsae - C. mandonis - C. mangelong - C. manihot - C. mansfeldii - C. maracayuensis - C. margaritensis - C. marginatus - C. maritimus - C. martii - C. martinianus - C. martinicensis - C. massangeanum - C. masonii - C. matourense - C. matourensis - C. matronalis - C. matudai - C. mauralis - C. mauritianus - C. maevaranensis - C. mavoravina - C. mayumbensis - C. mazapensis - C. mcvaughii - C. mearnsi - C. meeboldianus - C. medians - C. medusae - C. megaladenus - C. megalobotryoides - C. megalobotrys - C. megalocalyx - C. megalocarpoides - C. megalocarpus - C. megalodendron - C. megaponticus - C. meissneri - C. mekongensis - C. melanoleucus - C. melanostictus - C. membranaceus - C. menabeensis - C. menarandrae - C. menthodorus - C. mentiens - C. menyharti - C. meridensis - C. meridionalis - C. merrillianus - C. metallicus - C. meeusei - C. mexicanus - C. miarensis - C. micans - C. michaelii - C. michauxii - C. micradenus - C. micranthus - C. microbotryus - C. microcalyx - C. microcarpus - C. microdon - C. microgyne - C. microphyllinus - C. microphyllus - C. microprunus - C. microstachys - C. microstachyum - C. microtiglium - C. migrans - C. milanjensis - C. milleri - C. millspaughii - C. mimeticus - C. minarum - C. minutiflorus - C. miquelensis - C. miquelianus - C. miradorensis - C. miraflorensis - C. mirus - C. missionum - C. moanus - C. mocinoi - C. mocquerysi - C. mohavensis - C. mollii - C. mollis - C. mollissimus - C. mollivelum - C. moluccanus - C. monachinoensis - C. monanthogynus - C. mongue - C. moonii - C. monogynus - C. montanus - C. montevidensis - C. monticola - C. montis - C. moraharivensis - C. mooriae - C. morifolius - C. moritibensis - C. morobensis - C. morotaeus - C. moustiquensis - C. mubango - C. mucronatus - C. mucronifolius - C. muelleri - C. multicolor - C. multicostatus - C. multiglandulosus - C. multirameus - C. multispicatus - C. munizii - C. murex - C. muricatus - C. muriculatus - C. muscicapa - C. mutisianus - C. myriadenus - C. myrianthus - C. myriaster - C. myricifolius - C. myriodonta - C. myriodontus - C. myrsinites - C. nanus - C. neblinae - C. neo - C. nepetaefolium - C. nepetaefolius - C. nepetifolium - C. nephrophyllus - C. nervosus - C. nettoanus - C. neuwiedii - C. newmannii - C. nicaraguensis - C. nigricans - C. nigritanum - C. nigro - C. niloticus - C. nipensis - C. nitens - C. nitidulifolius - C. nitidulus - C. nitrariaefolium - C. nitrariaefolius - C. niveus - C. nivifer - C. nobilis - C. noronhae - C. novae - C. novi - C. nubigenus - C. nudatus - C. nudifolius - C. nudulus - C. nudus - C. nummulariaefolius - C. nummularium - C. nummularius - C. nuntians - C. nutans - C. obliquifolius - C. obliquus - C. oblongifolius - C. oblongus - C. obtusus - C. ochromaefolius - C. occidentalis - C. odontadenius - C. odontopetalus - C. odoratus - C. officinalis - C. olanchanus - C. oleoides - C. oligandrus - C. oliganthus - C. olivaceus - C. ophiticola - C. opponens - C. oppositifolius - C. orbicularis - C. orbignyanus - C. oreades - C. oreoborneicus - C. oreophilus - C. organense - C. organensis - C. orientensis - C. origanifolius - C. orinocensis - C. oerstedianus - C. ortegae - C. ortholobus - C. ovalifolium - C. ovalifolius - C. ovatus - C. oxypetalus - C. oxyphyllus - C. pachecensis - C. pachycalyx - C. pachyclados - C. pachypodus - C. pachyrachis - C. pachysepalus - C. padifolius - C. pagi - C. pakaraimae - C. palanostigma - C. palawanensis - C. pallens - C. pallidulum - C. pallidulus - C. pallidus - C. palmatus - C. palmeri - C. paludosus - C. palustris - C. pampangensis - C. panamensis - C. panamennsis - C. panduraeformis - C. paniculatus - C. pannosus - C. paraguayensis - C. paraensis - C. pardinus - C. parhamii - C. parksii - C. parodianus - C. parvifolius - C. parvulus - C. patrum - C. patulus - C. pauciflorus - C. paucistamineus - C. paulinianus - C. paulinus - C. pauperulus - C. pavana - C. pavona - C. pavonianus - C. pavonis - C. paxianus - C. payaquensis - C. payerianus - C. pedersenii - C. pedicellatus - C. pedunculatus - C. peekelii - C. pellitus - C. peltatus - C. peltieri - C. peltoideus - C. peltophorus - C. penaeaceus - C. pendens - C. penduliflorus - C. pendulus - C. penicillatus - C. penninervis - C. pentandrus - C. peraffinis - C. peraeruginosus - C. perdicipes - C. perrieri - C. perimetralensis - C. perintricatus - C. perlongiflorus - C. perobtusus - C. perrottetianus - C. persicaria - C. persimilis - C. perspeciosus - C. peruvianus - C. pervestitus - C. perviscosus - C. petenensis - C. petra - C. petraeus - C. phaenodon - C. phebalioides - C. philippinensis - C. philippsii - C. philombros - C. phlomoides - C. phuquocensis - C. phyllanthus - C. piauhiensis - C. picardae - C. pictum - C. picturatum - C. pictus - C. pierrei - C. pigmentarius - C. pilargyros - C. pilgeri - C. pilophorus - C. pilosus - C. piluliferum - C. pimeleum - C. pimeleus - C. piptocalyx - C. pittieri - C. plagiographis - C. plagiographus - C. platanifolius - C. platycladus - C. platyphyllus - C. pleytei - C. plicatus - C. plukenetii - C. plumieri - C. pluvialis - C. poecilanthus - C. poggei - C. pohlianus - C. poilanei - C. poitaei - C. polot - C. polyandrus - C. polycarpus - C. polygamum - C. polygamus - C. polygonoides - C. polymorphus - C. polypleurus - C. polystachyus - C. polytomus - C. polytrichus - C. pomaderris - C. pontis - C. populifolius - C. portoricensis - C. portoricoensis - C. potabilis - C. potaroensis - C. pottsii - C. pourdiaei - C. praetervisus - C. pringlei - C. priorianus - C. priscus - C. procumbens - C. promunturii - C. prostratus - C. prunifolius - C. psammophilus - C. pseudo - C. pseudoadipatus - C. pseudochina - C. pseudofragrans - C. pseudoglabellus - C. pseudogracilipes - C. pseudoniloticus - C. pseudoniveus - C. pseudopulchellus - C. pseudoxalapensis - C. pubens - C. pubescens - C. pulchellus - C. pulcher - C. pulcherrimus - C. pulegiodorum - C. pulegiodorus - C. pulegioides - C. pullei - C. punctatus - C. puncticulatus - C. pungens - C. purdiaei - C. purpurascens - C. purpusii - C. pusilliflorus - C. pycnadenius - C. pycnanthus - C. pycnocarpus - C. pycnocephalum - C. pycnocephalus - C. pycnophyllus - C. pycnotrichus - C. pynaertii - C. pynocephalum - C. pyramidalis - C. pyrifolius - C. pyriticus - C. pyrosoma - C. quadripartitus - C. quadrisetosus - C. quinquecuspidatus - C. quintasii - C. quisumbingianus - C. quitensis - C. quercetorum - C. racemosus | - C. radlkoferi - C. rakotoniainii - C. ramboi - C. ramellae - C. ramiflorus - C. ramillatus - C. ranohirae - C. rectangularis - C. rectipilis - C. red - C. redolens - C. reflexifolius - C. refractus - C. regeli - C. regelianus - C. regeneratrix - C. regnellianus - C. rehderianus - C. reitzii - C. repandus - C. repens - C. reticulatus - C. rhamnifolioides - C. rhamnifolius - C. rheedei - C. rheophyticus - C. rhexiaefolium - C. rhexiaefolius - C. rhodostachyus - C. rhombifolius - C. richardi - C. ricinocarpus - C. ricinoides - C. ricinokarpos - C. riedelianus - C. rigidus - C. rimbachii - C. riparius - C. ripensis - C. rivinaefolius - C. rivinoides - C. rivularis - C. roborensis - C. robustior - C. robustus - C. roraimensis - C. rosmarinifolius - C. rosmarinoides - C. rottleraefolia - C. rottleraefolium - C. rottleri - C. rotundifolius - C. roxanae - C. roxburghii - C. rubiginosus - C. rubinoensis - C. rubricapitirupis - C. ruderalis - C. rudolphianus - C. rufescens - C. rufidulus - C. rufo - C. rugelianus - C. ruizianus - C. rumicifolius - C. rupestris - C. rusbyi - C. russulus - C. rutilus - C. rzedowskii - C. sabanensis - C. sacaquinha - C. sagraeanus - C. saipanensis - C. sakamaliensis - C. salicifolius - C. saltensis - C. salutaris - C. salviaefolius - C. salvifolius - C. salviformis - C. salzmannii - C. samarensis - C. sambiranensis - C. sampatik - C. sanctae - C. sancti - C. sanguifluus - C. sanguis - C. santaritensis - C. santisukii - C. santolinum - C. santolinus - C. sapiiflorus - C. sapiifolius - C. sarcocarpus - C. sarcopetaloides - C. sarcopetalus - C. saxosus - C. scaber - C. scaberrimus - C. scabiosus - C. scandens - C. scarciesii - C. scheffleri - C. schiedeanus - C. schimperianus - C. schultesii - C. schultzii - C. sclerocalyx - C. sclerodorum - C. scopuligenus - C. scordioides - C. scoriarum - C. scotti - C. scouleri - C. scutatus - C. sebiferum - C. sebiferus - C. segoviarum - C. seineri - C. sellowii - C. sellowianus - C. seminudus - C. semivestitus - C. semunculus - C. senegalensis - C. senescens - C. sepalinus - C. septemnervius - C. seputubensis - C. serratifolium - C. serratifolius - C. serratoideus - C. serratus - C. sereti - C. sericeus - C. serinus - C. serpyllifolium - C. serpyllifolius - C. serpylloides - C. sesseianus - C. sessiliflorus - C. setigerus - C. sexmetralis - C. shepherdiaefolius - C. shreveanus - C. siamensis - C. sibundoyensis - C. sidaefolium - C. sidaefolius - C. siderophyllum - C. siderophyllus - C. siguaneanus - C. siltepecensis - C. silvanus - C. simiarum - C. similis - C. sincorensis - C. singularis - C. sipaliwinensis - C. siraki - C. sitiens - C. skutchii - C. sloanei - C. smithianus - C. socotranus - C. solanaceus - C. solanifolius - C. soliman - C. somalensis - C. sonderianus - C. sonorae - C. soratensis - C. sordidus - C. sparsiflorus - C. speciosus - C. sphaerocarpus - C. sphaerogynus - C. spica - C. spicatus - C. spiciflorus - C. spinosus - C. spiraeifolius - C. spiralis - C. spissirameus - C. splendidus - C. spruceanus - C. spurcus - C. squamigerus - C. squamulosus - C. staechadis - C. stahelianus - C. staminosus - C. standleyanus - C. standleyi - C. stanneum - C. stellatopilosus - C. stelluliferus - C. stenandrus - C. steenkampianus - C. stenopetalus - C. stenophyllus - C. stenosepalus - C. stenotrichus - C. steyermarkianus - C. stigmatosus - C. stipulaceus - C. stipularis - C. stipulatus - C. stipuliformis - C. stoechadis - C. stockeri - C. storckii - C. striatus - C. strigosus - C. stuhlmanni - C. stylosus - C. suaveolens - C. suavis - C. subacutus - C. subagrarius - C. subaemulans - C. subcapitatus - C. subcinerellus - C. subcomosus - C. subcompressus - C. subcoriaceus - C. subdecumbens - C. subdioecus - C. suberosus - C. subferrugineus - C. subfragilis - C. subglaber - C. subgratissimus - C. subincanus - C. subjucundus - C. sublanceolatus - C. sublepidotus - C. sublinearis - C. sublucidus - C. subluteus - C. sublyratus - C. submetallicum - C. subpannosus - C. subrosus - C. subserratus - C. subsuavis - C. subtomentosus - C. subvillosus - C. succiruber - C. sucrensis - C. sulcifructus - C. sumatranus - C. sunny - C. surinamensis - C. sutup - C. suyapensis - C. swynnertonii - C. sylvaticus - C. sylvestris - C. syrigifolius - C. syringaefolius - C. tabacifolius - C. tabascensis - C. tacanensis - C. tafelbergicus - C. talaeporos - C. tamberlikii - C. tanalorum - C. tarapotensis - C. tardiflorens - C. tartonraira - C. tartonrairoides - C. tatacuensis - C. tawaoensis - C. tchibangensis - C. tejucensis - C. tenellus - C. tenuicaudatus - C. tenuicuspis - C. tenuifolius - C. tenuilobus - C. tenuiramis - C. tenuis - C. tenuissimus - C. terminalis - C. tessmannii - C. tetradenium - C. tetradenius - C. teucridium - C. texensis - C. thebaloides - C. thellungianus - C. thermarum - C. thoii - C. thomsoni - C. thorelii - C. thouarsianus - C. thurifer - C. thwaitesianus - C. thymelinum - C. thymelinus - C. tiglioides - C. tiglium - C. tiliaefolius - C. timandra - C. timandroides - C. timotensis - C. tinctorius - C. tocantinsensis - C. tomentellus - C. tomentosum - C. tomentosus - C. tonantinensis - C. tonduzii - C. tonkinensis - C. torreyanus - C. touranensis - C. trachycaulis - C. tragifolius - C. tragioides - C. tranomarensis - C. tremulifolius - C. triacros - C. triangularis - C. trichocarpus - C. trichocephalus - C. trichophilus - C. trichophorus - C. trichotomus - C. tricolor - C. tricuspidatus - C. tridentatus - C. tridesma - C. triglandulatus - C. trigonocarpus - C. trilobatum - C. trilobatus - C. trinitatis - C. triqueter - C. triquetrum - C. tristis - C. triumfettoides - C. trombetensis - C. troncosoi - C. tropidophyllus - C. truxillanus - C. tsaratananae - C. tsiampiensis - C. tuberculatus - C. tucumanensis - C. tulasnei - C. tuerckheimii - C. turrialva - C. turneraefolius - C. turumiquirensis - C. tyndaridum - C. umbellatus - C. umbratilis - C. umbrinus - C. undulatus - C. urceolatus - C. urens - C. uribei - C. urophylla - C. urticaefolium - C. urticaefolius - C. urticaefollus - C. urticifolius - C. urticoides - C. urucurana - C. uruguayense - C. uruguayensis - C. vaccinioides - C. vahlii - C. vaillanti - C. varelae - C. variegatum - C. variegatus - C. vatomandrensis - C. vaughanii - C. vauthieri - C. vauthierianum - C. vauthierianus - C. veitchianus - C. velame - C. velleriflorus - C. vellozianus - C. velutinum - C. velutinus - C. venezuelensis - C. venosus - C. ventanicolus - C. venturii - C. vepretorum - C. verapazensis - C. verbascifolius - C. verbascoides - C. verbenaefolius - C. verdickii - C. verreauxii - C. vergarenae - C. vermoeseni - C. vernicosus - C. versicolor - C. verticillatum - C. verticillatus - C. verrucosus - C. vestitus - C. vidalii - C. vietnamensis - C. villosissimus - C. villosus - C. viminalis - C. virens - C. virgultosus - C. viridulus - C. virletianus - C. viscosus - C. vitifolius - C. vogelianus - C. vohibariensis - C. volubilis - C. vulnerarium - C. vulnerarius - C. vulpinum - C. vulpinus - C. wagneri - C. wallichii - C. waltherioides - C. warmingii - C. wassi - C. wassikussae - C. watsonii - C. websteri - C. weismanni - C. wellensi - C. welwitschianus - C. widgrenianus - C. wigginsii - C. wigmannii - C. wilburi - C. willdenowii - C. williamsii - C. wilma - C. wilsonii - C. wissmannii - C. wittianus - C. womersleyi - C. wrightii - C. wullschlaegelianus - C. xalapensis - C. xanthochloros - C. xanthochylus - C. xiaopadou - C. yacaensis - C. yanhuii - C. yavitensis - C. yecorensis - C. yerbalium - C. ynesae - C. ypanemensis - C. ysabelae - C. yucatanensis - C. yunnanensis - C. yungensis - C. yunguensis - C. yunquensis - C. zambalensis - C. zambesicus - C. zavaletae - C. zehntneri - C. zeylanicus - C. zollingeri |

## Classificação do gênero
| Sistema | Classificação                      | Referência               |
| ------- | ---------------------------------- | ------------------------ |
| Linné   | Classe Monoecia, ordem Monadelphia | Species plantarum (1753) |